# 甲佐町営バス

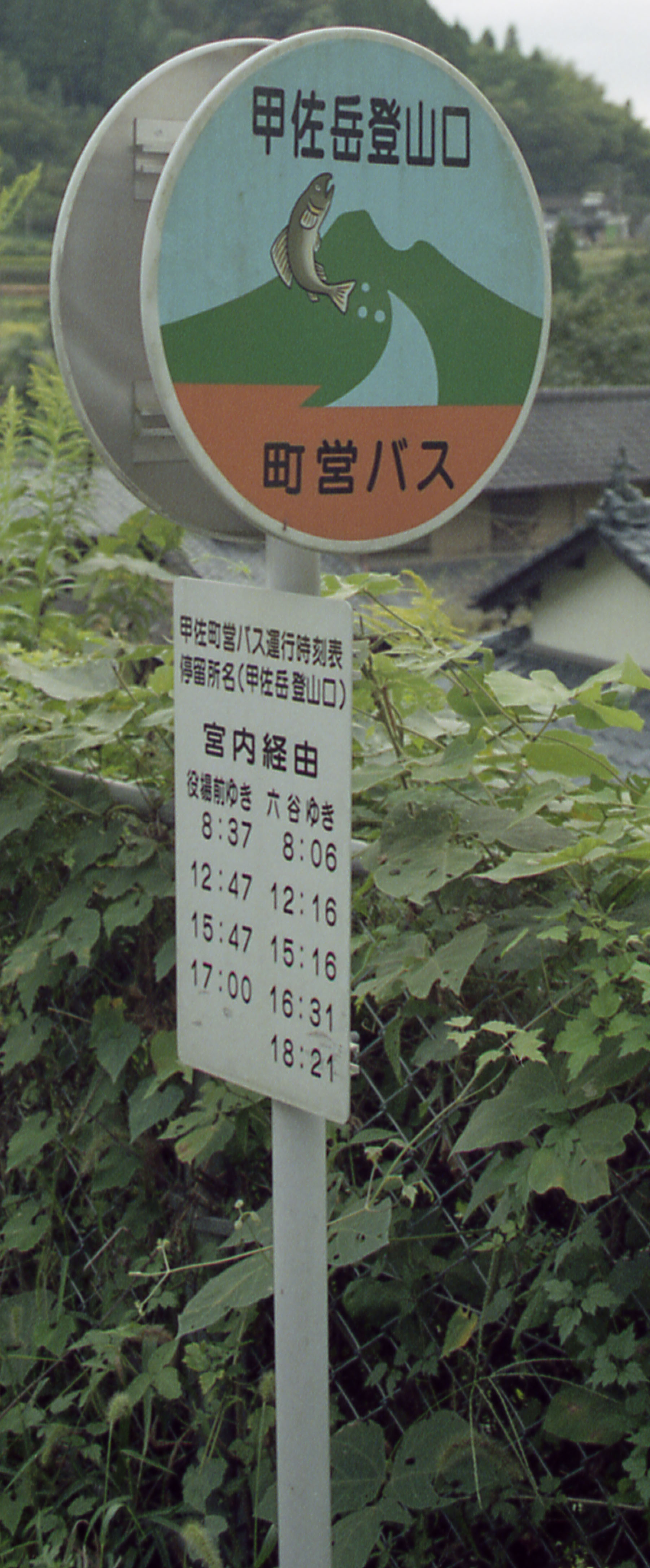
町営バスのバス停

甲佐町営バス（こうさちょうえいバス）は、熊本県上益城郡甲佐町にて運行している自治体バスである。

## 概要
- 運賃は、1回利用200円均一である。
- 運行形態は、道路運送法の規定に基づく自家用自動車（白ナンバー車）による有償運送である。

## 沿革
- 1972年12月9日 - 運行開始。[1] 当時の運行区間は小鹿まで。

## 路線
以下2路線がある。
六谷坂谷線
- 役場前 - 熊本バス甲佐営業所 - 甲佐小学校前 - 上揚 - 宮内小学校前 - 甲佐岳登山口 - 本坂谷 - 六谷

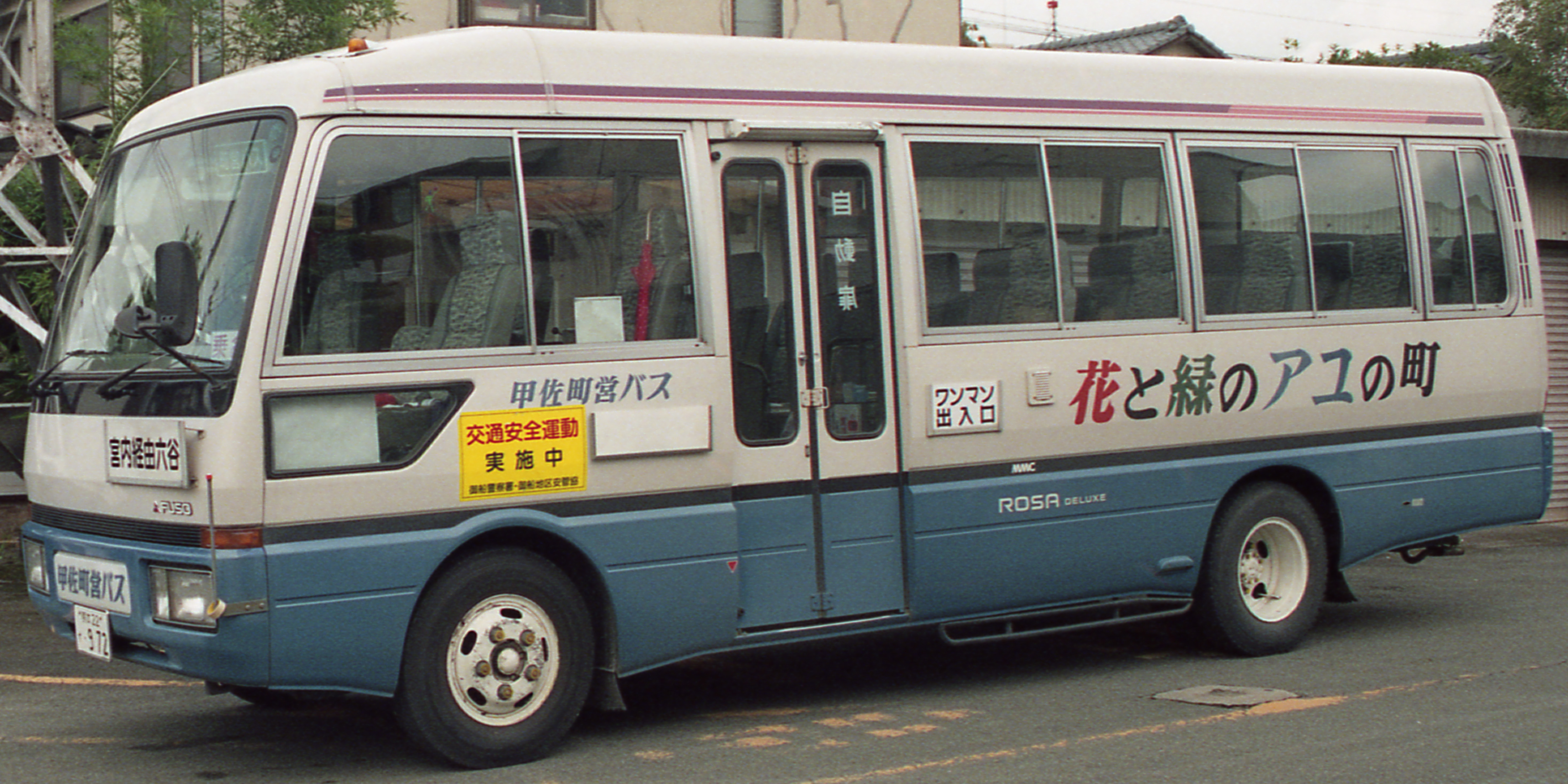
町営バスの車両（1998年当時）

稲生野甲佐線
- 役場前 - 熊本バス甲佐営業所 - 甲佐小学校前 - 中学校入口 - 旧竜野郵便局前 - 宮尾入口 - 目野入口